# Zlatá Tretra 2012
51. Zlatá Tretra – mityng lekkoatletyczny, który odbył się 25 maja (24 maja rozegrano konkursy rzutu młotem) 2012 na Stadionie Miejskim czeskiej Ostrawie. Zawody zaliczane były do cyklu World Challenge Meetings rozgrywanego pod egidą IAAF.

## Rezultaty
| PB – rekord życiowy \| WL – najlepszy wynik na listach światowych w 2012 \| AR – rekord kontynentu |

### Mężczyźni
| Konkurencja:               | 1. miejsce                                                       | Rezultat | 2. miejsce                                                             | Rezultat   | 3. miejsce                                                                   | Rezultat   |
| Bieg na 100 m              | Usain Bolt                                                       | 10,04    | Kim Collins                                                            | 10,19      | Darvis Patton                                                                | 10,22      |
| Bieg na 200 m              | Wallace Spearmon                                                 | 20,14    | Marvin Anderson                                                        | 20,41      | Michael Mathieu                                                              | 20,45      |
| Bieg na 400 m              | LaShawn Merritt                                                  | 45,13    | Luguelín Santos                                                        | 45,76      | Nery Brenes                                                                  | 45,84      |
| Bieg na 800 m              | Adam Kszczot                                                     | 1:44,90  | Andrew Osagie                                                          | 1:45,24    | Abraham Kipchirchir                                                          | 1:45,52 PB |
| Bieg na 3000 m             | Isiah Koech                                                      | 7:37,14  | Cornelius Kangogo                                                      | 7:39,73 PB | Andy Baddeley                                                                | 7:39,86 PB |
| Bieg na 110 m przez płotki | Dexter Faulk                                                     | 13,13    | Jeff Porter                                                            | 13,29      | Ryan Wilson                                                                  | 13,35      |
| Bieg na 400 m przez płotki | Brent LaRue                                                      | 49,61 PB | Josef Prorok                                                           | 50,25      | Václav Barák                                                                 | 50,58 PB   |
| Sztafeta 4 x 100 m         | All-Stars Jeff Porter Kim Collins Darvis Patton Wallace Spearmon | 38,59    | Kanada · Sam Effah · Gavin Smellie · Jared Connaughton · Justyn Warner | 38,77      | Polska · Grzegorz Zimniewicz · Dariusz Kuć · Robert Kubaczyk · Kamil Kryński | 38,88      |
| Skok o tyczce              | Renaud Lavillenie                                                | 5,90 WL  | Karsten Dilla                                                          | 5,72 =PB   | Steven Lewis                                                                 | 5,72 =PB   |
| Pchnięcie kulą             | Dylan Armstrong                                                  | 21,29    | Tomasz Majewski                                                        | 21,01      | Justin Rodhe                                                                 | 20,84      |
| Rzut młotem                | Krisztián Pars                                                   | 82,28 WL | Paweł Fajdek                                                           | 80,36 PB   | Aleksiej Zagorny                                                             | 78,40      |
| Rzut oszczepem             | Vítězslav Veselý                                                 | 85,67    | Andreas Thorkildsen                                                    | 84,72      | Dmitrij Tarabin                                                              | 81,37      |

### Kobiety
| Konkurencja:               | 1. miejsce              | Rezultat | 2. miejsce              | Rezultat | 3. miejsce           | Rezultat |
| Bieg na 200 m              | Veronica Campbell-Brown | 22,38    | Bianca Knight           | 22,85    | Tiffany Townsend     | 23,18    |
| Bieg na 400 m              | Sanya Richards-Ross     | 50,65    | Christine Ohuruogu      | 51,19    | Patricia Hall        | 51,75    |
| Bieg na 800 m              | Pamela Jelimo           | 1:58,49  | Caster Semenya          | 2:00,80  | Fantu Magiso         | 2:01,03  |
| Bieg na 100 m przez płotki | Tiffany Porter          | 12,65    | Priscilla Lopes-Schliep | 12,80    | Lolo Jones           | 12,94    |
| Bieg na 400 m przez płotki | Wania Stambołowa        | 54,15    | Zuzana Hejnová          | 55,28    | Perri Shakes-Drayton | 55,82    |
| Rzut młotem                | Betty Heidler           | 78,07    | Zhang Wenxiu            | 76,99 AR | Anita Włodarczyk     | 74,81    |
| Rzut oszczepem             | Barbora Špotáková       | 67,78    | Marija Abakumowa        | 64,34    | Kathryn Mitchell     | 64,34 PB |

## Rekordy
Podczas mityngu ustanowiono 2 krajowe rekordy w kategorii seniorów:
| Zawodnik        | Reprezentacja | Konkurencja         | Rezultat |
| --------------- | ------------- | ------------------- | -------- |
| Zhang Wenxiu    | Chiny         | rzut młotem         | 76,99    |
| Hayle İbrahimov | Azerbejdżan   | bieg na 3000 metrów | 7:45,92  |